# Kis éneklőhéja
A kis éneklőhéja (Melierax gabar vagy Micronisus gabar) a madarak osztályának a vágómadár-alakúak (Accipitriformes) rendjébe, ezen belül a vágómadárfélék (Accipitridae) családjába tartozó faj.

## Előfordulása
Angola, Benin, Bissau-Guinea, Botswana, Burkina Faso, Burundi, Csád, a Dél-afrikai Köztársaság, Jemen, Kamerun, a Kongói Demokratikus Köztársaság a Kongói Köztársaság, a Közép-afrikai Köztársaság, Elefántcsontpart, Egyiptom, Eritrea, Etiópia, Gabon, Gambia, Ghána, Guinea, Kenya, Lesotho, Malawi, Mali, Mauritánia, Mozambik, Namíbia, Niger, Nigéria, Ruanda, Szaúd-Arábia, Szenegál, Szomália, Szudán, Szváziföld, Tanzánia, Togo, Uganda,  Zambia és Zimbabwe területén honos. Erdős szavannák és nyílt erdők lakója, de a városokban is megtalálható.

## Alfajai
- Melierax gabar aequatorius
- Melierax gabar defensorum
- Melierax gabar gabar
- Melierax gabar niger

## Megjelenése
Testhossza 28-36 centiméter. A hím testtömege 110-173 gramm, a tojó nehezebb, 180-220 gramm közötti. 
|  |

## Szaporodása
Fészekalja általában 2 tojást tartalmaz.